# Calci
Calci (Càrci in dialetto calcesano) è un comune italiano sparso di 6 264 abitanti della provincia di Pisa in Toscana. La sede comunale si trova nella frazione di La Pieve.

## Geografia fisica

### Territorio
Già compreso nella Comunità di Pisa, a seguito del riordinamento del Granducato di Toscana del 1776, e nel Comune di Pisa nei primi anni del Regno d'Italia, dal 1867 è Comune autonomo. Dal 1884, dopo l'annessione delle frazioni di Montemagno e Rezzano già appartenute al Comune di Vicopisano, conserva inalterato il proprio territorio di giurisdizione, coincidente con la Valle Graziosa e le due valli laterali e contigue di Crespignano e Vicascio (o Val di Vico), per una superficie di poco superiore ai 25 km2 e per uno sviluppo altitudinale compreso fra i 4 e i 917 metri s.l.m. della sommità di Cima alla Taneta (comunemente detta Monte Serra, il rilievo più alto del Monte Pisano).
- Classificazione sismica: zona 3 (sismicità bassa), deliberazione Giunta Regionale n.878 del 08/10/2012 (Aggiornamento della classificazione sismica del territorio regionale. Attuazione dell'O.P.C.M. 3519 del 28/04/2006 e del D.M. 14/01/2008 - Revoca della DGRT 431/2006)

### Clima
- Classificazione climatica: zona D, 1628 GR/G
- Diffusività atmosferica: bassa, Ibimet CNR 2002

## Origini del nome
Nella toponomastica comune, l'origine del nome di Calci è erroneamente attribuito a calx, calcis, ossia "calce", largamente presente nelle cave di pietra poste lungo la costa del lungomonte, ma non nel territorio comunale di Calci, la cui struttura geologica è molto più antica e di natura assolutamente opposta (silicea). Il locus Calcis è la primitiva attribuzione onomastica della vallata, di etimo latino (calceum, per "piede" o "tallone" del monte) o addirittura greco, rilevata in rogiti e documenti risalenti all'XI e X secolo, ad essa preesistendo toponimi di etimo latino, quali Rethianus (l'odierna Rezzano) e Vicus Cassii, divenuto Vicascio (oggi sostituito dal più recente toponimo di "La Gabella").
Baricentro della vallata è la pieve dei Santi Giovanni ed Ermolao, in puro stile romanico pisano. In epoca moderna attorno ad essa si forma l'aggregato urbano più importante, che prende il nome della chiesa - La Pieve - e che diventa la frazione capoluogo.

## Storia
Calci è un insieme di borghi, dei quali residuano oggi le più antiche frazioni, che comincia a svilupparsi in epoca repubblicana intorno al castello del Vescovo pisano, feudatario della valle, distribuendo i propri insediamenti lungo il corso dei torrenti principali (le Zambre) e da essi attingendo acqua per l'attività conciaria e per l'alimentazione delle ruote idrauliche, utili a muovere mulini e magli.
L'olivicultura forniva l'olio finissimo e la Zambra dava la forza idrica per gli opifici. Questa attività era conosciuta con il nome di "arte bianca" ed era una delle più importanti nel paese, insieme all'"arte della lana", che offriva una pregiata produzione tessile. Altre arti minori erano la raccolta della mortella, il lavaggio della biancheria e la concia delle pelli animali. I boschi dei suoi monti erano protetti da leggi molto severe e davano legname ai cantieri navali della Repubblica Pisana.
Nel medioevo la vita civica dei calcesani era organizzata in una istituzione comunale composta di sei consoli, rappresentanti delegati di altre comunità sparse nel territorio calcesano, che dal monte si spingeva fino alla sponda destra dell'Arno. La vita gravitava intorno alle chiese di Santa Maria a Willarada, chiesa madre non più esistente, e di Sant'Andrea a Lama. La grande Pieve romanica fu edificata all'epoca del Vescovo Daiberto, fra il 1080 ed il 1111, anno in cui vi furono deposte le reliquie del Santo Patrono Ermolao martire.
Calci si trovò spesso coinvolto nelle sanguinose e alterne vicende della lunga guerra tra Firenze e Pisa. Fedelissimo alla Repubblica, con Pisa cadde all'inizio del XVI secolo sotto il dominio fiorentino e, nella riorganizzazione successiva alla sconfitta, venne aggregato alla comunità di Vicopisano fino alla fine del Cinquecento, quando venne aggregato a Pisa.
I borghi originari, condizionati dall'attività agricola e pastorizia, non hanno avuto sviluppo o sono scomparsi, mentre a partire dal 1500 il paese letteralmente si modella intorno al corso del più importante dei torrenti, per uno sviluppo di quasi tre chilometri, sui quali operavano, alla fine del XIX secolo, oltre 100 mulini mossi da ruote idrauliche. La persistenza di casolari e corti, addossati a romitori, conventi o chiese fra oliveti e selve di castagno, ha dato alla vallata calcesana il nome di Valle Graziosa.
Nel XVI secolo Calci fu distaccato da Vicopisano e riunito a Pisa finché, nel 1867, i calcesani chiesero ed ottennero dal governo di Vittorio Emanuele II la separazione dalla comunità di Pisa e la possibilità di erigersi in comune autonomo.

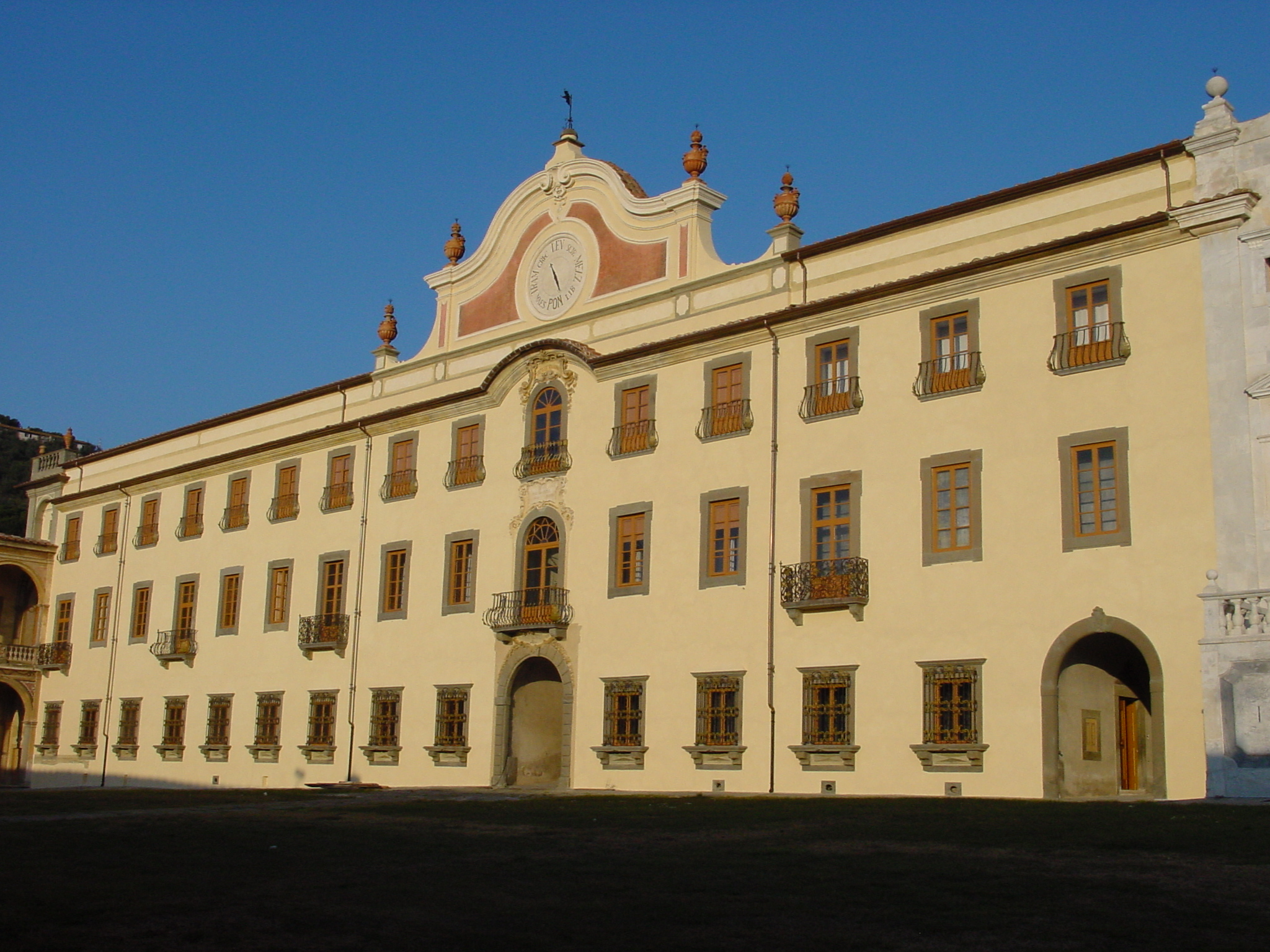
Certosa di Pisa

Verso la fine degli anni novanta del XX secolo il territorio comunale ha subito un consistente incremento del tessuto edilizio, in particolare in località La Gabella dove sono sorti numerosi edifici residenziali, a schiera ed a blocco, ed un centro commerciale, i quali hanno decisamente mutato l'aspetto del paese un tempo prettamente agricolo.

## Monumenti e luoghi d'interesse

### Architetture religiose
- Certosa di Calci
- Pieve dei Santi Giovanni ed Ermolao
- Chiesa di San Michele Arcangelo a Castelmaggiore
- Chiesa del Santissimo Salvatore al Colle
- Chiesa di Santa Maria ad Nives a Montemagno
- Chiesa e convento di Sant'Agostino a Nicosia
- Chiesa di Sant'Andrea a Sant'Andrea a Lama
- Santuario della Madonna delle Grazie a Tre Colli
- Santi Jacopo e Verano alla Costa d'acqua

### Ville
- Villa Rosselmini, in via Rosselmini 10
- Villa Ruschi, in via Francesco Ruschi 75
- Villa Scorzi, sulla strada del Lungomonte Pisano 152

### Aree protette
- Area naturale protetta di interesse locale del Lato

## Società

### Evoluzione demografica
Abitanti censiti

### Etnie e minoranze straniere
Secondo i dati ISTAT al 31 dicembre 2018 la popolazione straniera residente era di 296 persone.
Le nazionalità maggiormente rappresentate in base alla loro percentuale sul totale della popolazione residente erano:
- Albania 67 1,04%

### Religione

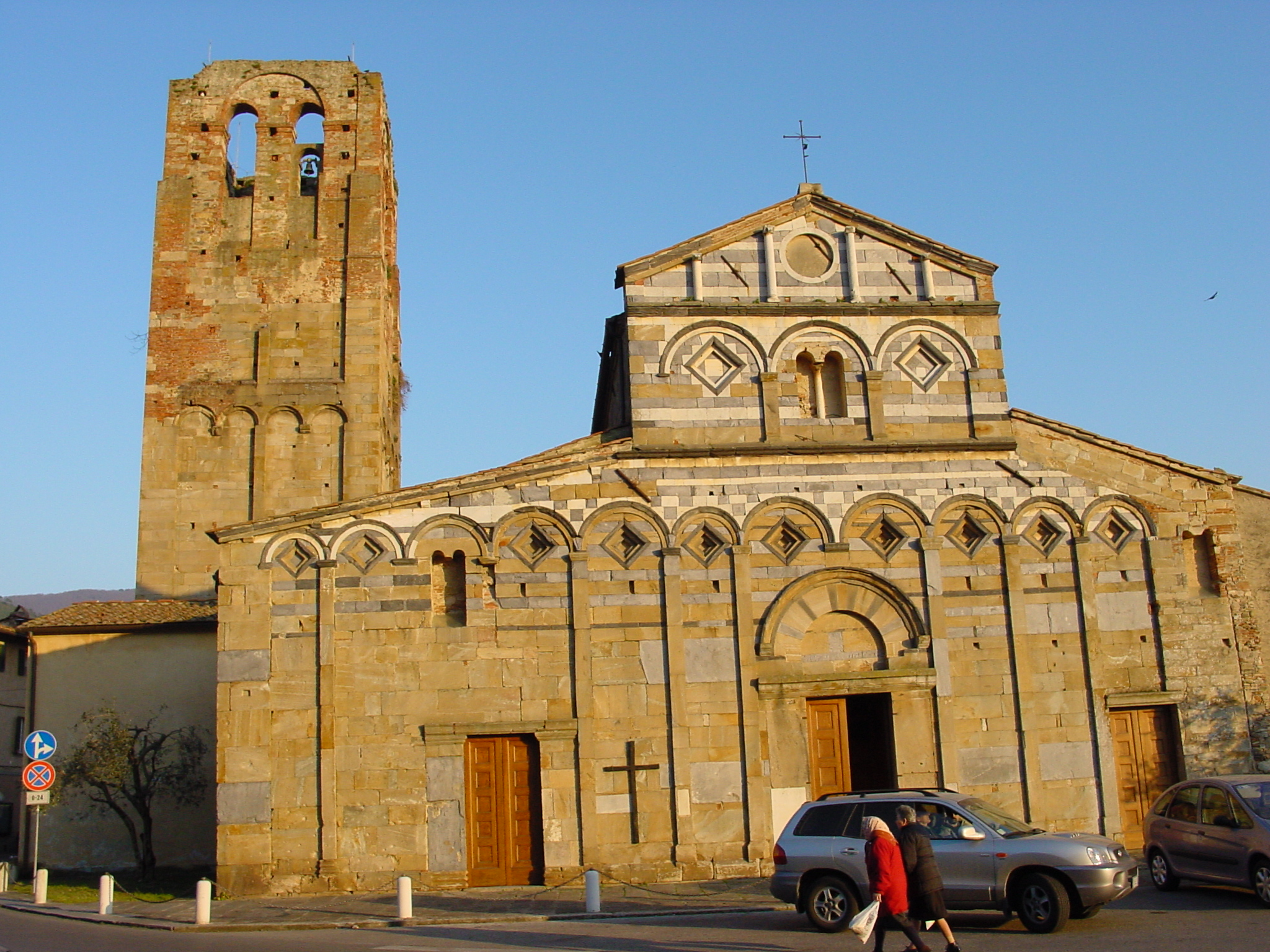
Pieve dei Santi Giovanni ed Ermolao

Fin dall'alto medioevo gli eremiti Jacopo, Verano e Alessandro vivevano all'ombra di quei boschi nelle spelonche delle pendici verrucane. La santità di questi romiti ebbe così vasta risonanza che si possa presumere che Bernardo da Chiaravalle abbia tradizionalmente visitato quei luoghi, durante il suo soggiorno a Pisa per il Sinodo del 1135.
Nel XIV secolo nei pressi della cittadina venne fondato un monastero certosino, noto col nome di Certosa di Pisa o di Calci, oggi ospita il Museo Nazionale della Certosa Monumentale di Calci e il Museo di Storia Naturale dell'Università di Pisa.

## Geografia antropica

### Urbanistica
Il paese di Calci è composto da un nucleo storico centrale, comunemente noto come La Pieve, e da numerose frazioni e borgate che si sono ritrovate, nel corso del XX secolo, saldate l'una all'altra in un'unica area urbana continua: è il caso dei borghi di Castelmaggiore (antico capoluogo comunale), La Corte, Nicosia, Pontegrande, Rezzano, San Piero, Sant'Andrea a Lama, Tre Colli. Altre località che, pur non possedendo tutte caratteristiche urbane, vertono sul paese in semi-continuità con esso sono invece quelle di Colle, Crespignano, La Gabella, Montemagno, San Lorenzo e Villa.
Nel territorio comunale di Calci è compresa anche la vetta del Monte Serra.

### Frazioni
Lo statuto del comune così organizza e definisce la suddivisione interna in frazioni: La Pieve, Castelmaggiore, Il Colle-Villa, Crespignano-La Corte-San Piero, La Gabella, Montemagno-San Lorenzo, Pontegrande-Sant'Andrea, Rezzano-Nicosia, Tre Colli, Monte Serra.

## Infrastrutture e trasporti
Il territorio comunale è attraversato da quattro strade provinciali:
- SP 2 Vicarese, che collega Pisa a Calcinaia.
- SP 24 Arnaccio-Calci, che collega Calci con Arnaccio, nel comune di Cascina.
- SP 30 Lungomonte Pisano, che collega Calci con Nozzano Castello, nel comune di Lucca.
- SP 56 del Monte Serra, che collega Calci con Buti.

Dal 1887 al 1953 Calci costituì località capolinea della tranvia a vapore che, percorrendo l'asse della via Fiorentina, collegava Pisa con Pontedera e, attraverso una diramazione in sede propria che si distaccava in località Navacchio, con Caprona e Calci.
Attualmente la società Autolinee Toscane, garantisce collegamenti con Pisa e con l'area commerciale di Navacchio attraverso gli autobus delle linee 120 e 161.

## Amministrazione

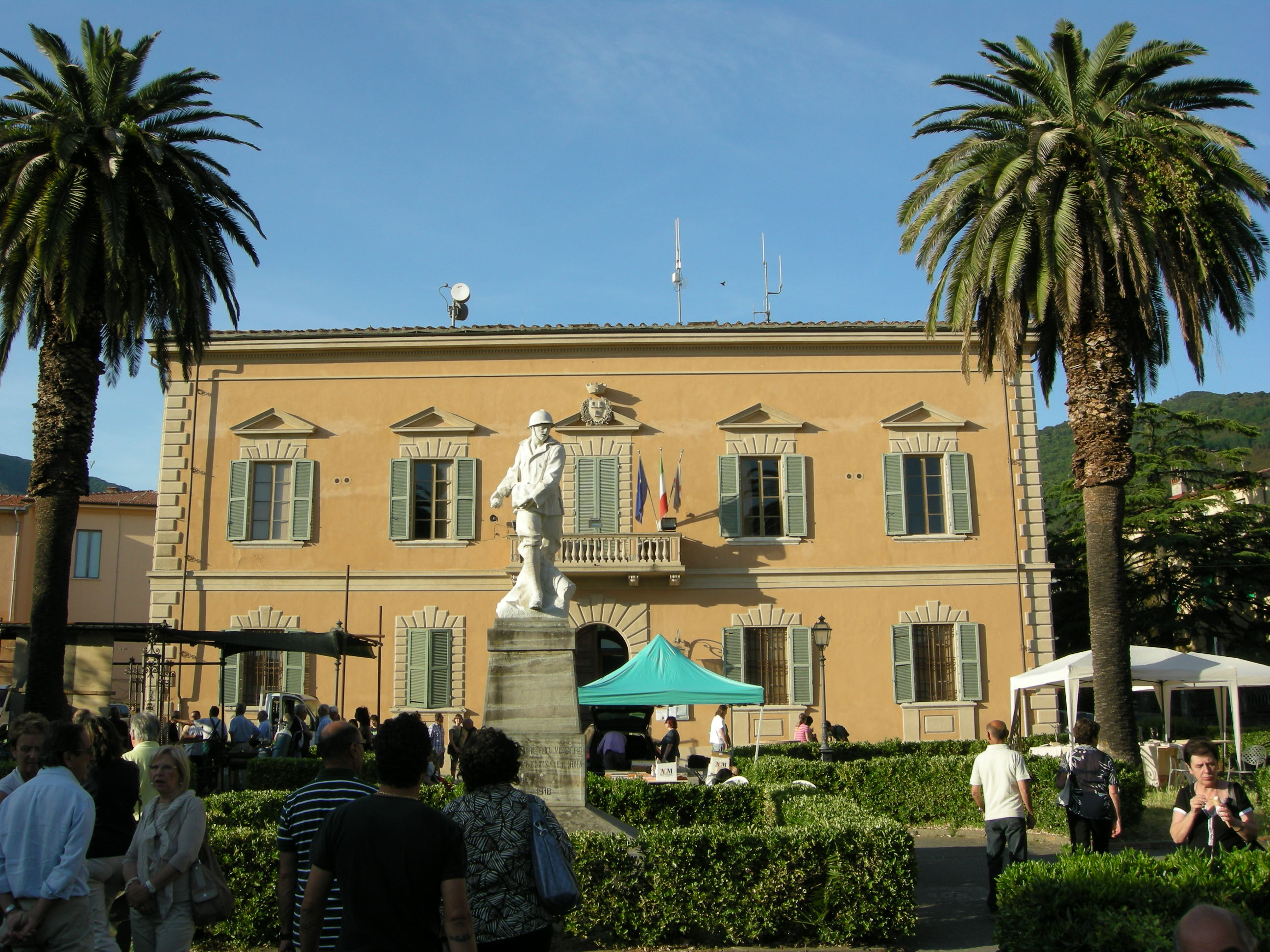
Il Comune di Calci

Di seguito è presentata una tabella relativa alle amministrazioni che si sono succedute in questo comune.
| Periodo        | Periodo        | Primo cittadino               | Partito                           | Carica  | Note  |
| -------------- | -------------- | ----------------------------- | --------------------------------- | ------- | ----- |
| 5 agosto 1986  | 30 luglio 1990 | Bruno Possenti                | Partito Comunista Italiano        | Sindaco | [ 9 ] |
| 3 agosto 1990  | 24 aprile 1995 | Rino Logli                    | Partito Socialista Italiano       | Sindaco | [ 9 ] |
| 25 aprile 1995 | 14 giugno 1999 | Donatella Maria Corti Coppini | indipendente                      | Sindaco | [ 9 ] |
| 14 giugno 1999 | 14 giugno 2004 | Stefano Lazzerini             | centro-sinistra                   | Sindaco | [ 9 ] |
| 14 giugno 2004 | 7 giugno 2009  | Stefano Lazzerini             | centro-sinistra                   | Sindaco | [ 9 ] |
| 8 giugno 2009  | 26 maggio 2014 | Bruno Possenti                | centro-sinistra                   | Sindaco | [ 9 ] |
| 26 maggio 2014 | 27 maggio 2019 | Massimiliano Ghimenti         | lista civica: per Calci           | Sindaco | [ 9 ] |
| 27 maggio 2019 | in carica      | Massimiliano Ghimenti         | lista civica: Progetto Calci 2024 | Sindaco | [ 9 ] |

### Gemellaggi
- Yzeure

## Sport

### Pallavolo
Il comune di Calci ha una grande tradizione nella pallavolo. Il Volley Ball Club Calci aveva due squadre maschili, una in Serie A2 e una in Serie C, e due squadre femminili, militanti rispettivamente nella Prima e nella Seconda Divisione.
Una seconda società, la Polisportiva Libertas Calci, aveva due squadre femminili, passate tuttavia al V.B.C. nel 2016; attualmente cura le giovanili di sesso femminile e, dal 2019, anche una parte delle giovanili maschili.

### Calcio
La A.S.D. Calci 2016 è la squadra del comune; vanta una qualificazione in Promozione. Milita, per l'anno 2018/19, in Prima Categoria.